# Stanisław Makowski

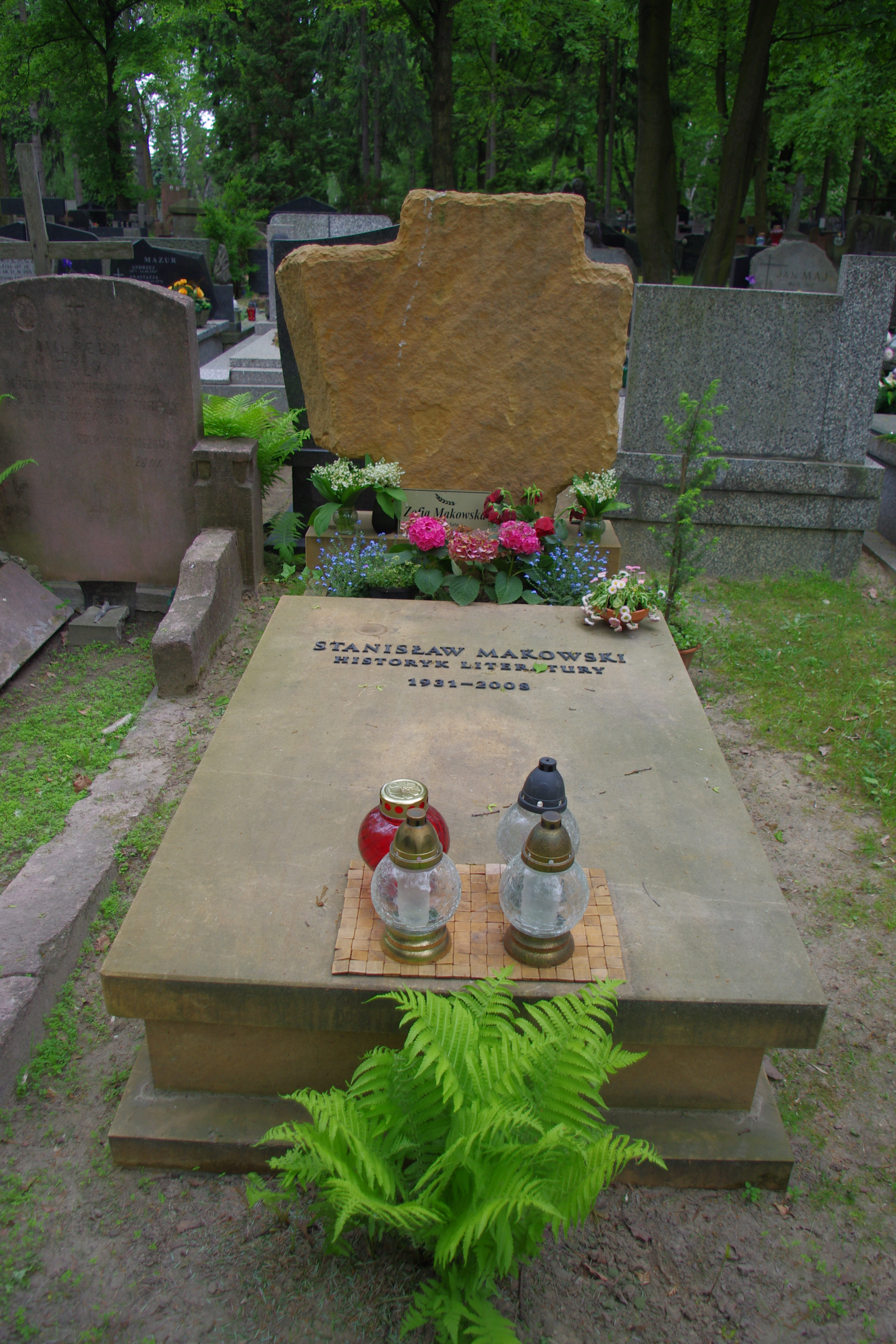
Grób filologa Stanisława Makowskiego na Cmentarzu Wojskowym Powązki w Warszawie

Stanisław Makowski (ur. 30 maja 1931 w Kuliku, zm. 21 kwietnia 2008 w Warszawie) – polski filolog, wykładowca, autor prac poświęconych literaturze polskiego romantyzmu. Badacz twórczości Juliusza Słowackiego i Adama Mickiewicza, autor wielu książek historycznoliterackich i podręczników szkolnych. W latach 1989–2006 redaktor Rocznika Towarzystwa Literackiego im. Adama Mickiewicza, był także Prezesem Oddziału Warszawskiego Towarzystwa. Został pochowany na cmentarzu Wojskowym na Powązkach (kwatera B19-1-20).

## Twórczość
- W kręgu bliskich poety. Listy rodziny Juliusza Słowackiego (współautor opracowania; wespół ze Zbigniewem Sudolskim; red. Eugeniusz Sawrymowicz; Państwowy Instytut Wydawniczy 1960)
- „Beniowski” Juliusza Słowackiego (Państwowe Zakłady Wydawnictw Szkolnych 1969; seria: „Biblioteka Analiz Literackich”)
- Świat „Sonetów krymskich” Adama Mickiewicza (Czytelnik 1969)
- „Kordian” Juliusza Słowackiego (Czytelnik 1973, 1976; seria: „Z Żaczkiem”)
- „Nie-boska komedia” Zygmunta Krasińskiego (Wydawnictwa Szkolne i Pedagogiczne 1975, 1991, ISBN 83-02-0419-3-9; seria: „Biblioteka Analiz Literackich”)
- W szwajcarskich górach. Alpejskie krajobrazy Słowackiego (Państwowy Instytut Wydawniczy 1976)
- Romantyzm. podręcznik literatury polskiej dla kl. II szkół średnich (wespół z Eugeniuszem Sawrymowiczem i Zdzisławem Liberą; Wydawnictwa Szkolne i Pedagogiczne, 1978; liczne wznowienia)
- Juliusz Słowacki (Wydawnictwa Szkolne i Pedagogiczne 1980, ISBN 83-02-0127-8-5, seria: „Biblioteka Polonistyki”; Państwowe Wydawnictwo Naukowe 1987, ISBN 83-01-0700-9-9)
- „Balladyna” Juliusza Słowackiego (Wydawnictwa Szkolne i Pedagogiczne 1981, ISBN 83-02-0105-4-5; 1987, ISBN 83-02-0105-4-5; seria: „Biblioteka Analiz Literackich”)
- Tęcza i świerzopy. Słowacki, Beniowski, Mickiewicz (Zakład Narodowy im. Ossolińskich 1984, ISBN 83-04-0178-1-4)
- Romantyzm. podręcznik literatury dla kl. drugiej szkoły średniej (Wydawnictwa Szkolne i Pedagogiczne 1989, ISBN 83-02-0408-6-X; liczne wznowienia)
- Wernyhora: przepowiednie i legenda (Czytelnik 1995, ISBN 83-07-0234-6-7)